# Štefan Matlák
Štefan Matlák (Bratislava, 6 de fevereiro de 1934 - 12 de abril de 2003) é um ex-futebolista eslovaco, que atuava como defensor.

## Carreira
Štefan Matlák representou a Seleção Tchecoslovaca de Futebol, medalha de prata em Tóquio-1964 .

## Ligações Externas
- Perfil em FIFA.com (em inglês)